# 정체점 흐름
유체역학에서 정체점 흐름(stagnation point flow)은 정체점(2차원 흐름) 또는 정체선(3차원 흐름) 근처의 유체 흐름을 의미하며 정체점/선은 점/선을 나타낸다. 여기서 비점성 근사에서 속도가 0인 선을 가리킨다. 흐름은 특히 들어오는 유선이 편향되어 다른 방향으로 바깥쪽으로 향하는 안장점으로 알려진 정체점 클래스를 고려한다. 유선형 편향은 분리형에 의해 유도된다. 정체점이나 선 근처의 흐름은 일반적으로 전위 흐름 이론을 사용하여 설명할 수 있지만, 정체점이 고체 표면에 있는 경우 점성 효과를 무시할 수는 없다.

## 고체 표면이 없는 정체점 흐름
2차원 또는 축대칭 성격의 두 하천이 서로 충돌하면 정체 평면이 생성되어 들어오는 하천이 접선 방향으로 바깥쪽으로 방향이 전환된다. 따라서 정체 평면에서 해당 평면에 수직인 속도 성분은 0인 반면 접선 성분은 0이 아니다. 정체점 근처에서는 속도 장에 대한 지역적 설명이 설명될 수 있다.